# BAfEP Salzburg
BAfEP Salzburg (Bildungsanstalt für Elementarpädagogik Salzburg) ist eine Schule in Salzburg, die vom Verein für Bildung und Erziehung der Franziskanerinnen von Vöcklabruck (Schulschwestern) getragen wird. 2016 ging ein neuer Lehrplan in Kraft, deshalb wurde auch der Schulname geändert.

## Organisation
Die Anstalt ist eine katholische Privatschule mit Öffentlichkeitsrecht. Die Ausbildung der Schüler dauert fünf Jahre und schließt dann mit einer Reife- und Diplomprüfung (Matura) ab. Damit ergibt sich für die künftigen Kindergartenpädagogen auch die Möglichkeit zum Studium an Universitäten und Akademien. Direktor der Schule ist derzeit (2022) Johannes Gruchmann.
Eine zusätzliche Ausbildung an der Schule ermöglicht ein Diplom für Erzieher an Horten. Zusätzliche Ausbildungen als Elementarfachkraft werden zudem an der Schule, im berufsbegleitenden Kolleg (6 Semester) oder im Tageskolleg (4 Semester, ab September 2022) angeboten die jeweils mit der Diplomprüfung abschließen.

## Unterrichtsfächer der Schule
- Allgemeinbildende Fächer sind Religion, Deutsch, Englisch, Geschichte und Sozialkunde, Geografie und Wirtschaftskunde, Mathematik, Physik, Chemie, Biologie und Umweltkunde (einschließlich Gesundheit und Ernährung), angewandte Naturwissenschaften, Ernährung mit praktischen Übungen, Grundlagen der  Informatik und Medien.

- Berufsspezifische Fächer sind Pädagogik (einschließlich Psychologie und Philosophie), Inklusivepädagogik, Didaktik, Kindergarten- und Früherziehungspraxis, Kommunikation und Gruppendynamik, Organisation-Management-Recht, Bewegungserziehung und Sport.
- Musisch-kreative Fächer sind Musikerziehung, Instrumentalunterricht, Rhythmisch-musikalische Erziehung, Stimmbildung-Sprechtechnik, Bildnerische Erziehung, Werkerziehung sowie Textiles Gestalten
- bei freiwilliger Anmeldung verbindliche Zusatzausbildung: Horterziehung mit Hortpraxis, Hortdidaktik, Hortpädagogik und Lernhilfe Deutsch, Mathematik und Englisch
- Praxis Wochen (außerhalb des Praxisunterrichts): je eine Woche in der 2. und 3. Klasse, 2 Wochen Pflichtpraktikum in den Ferien zwischen der 3. und 4. Klasse, je zwei Wochen in der 4. und 5. Klasse
- Angebotene „unverbindliche Übungen“ sind derzeit (2022) Darstellendes Spiel und Chorgesang.

## Erwartungen bei der Aufnahme
Erwartet werden von den Schülern bei der Aufnahme in die Schule die Freude an der Arbeit mit Kindern samt der positiven Einstellung zum möglichen künftigen Beruf, die Bereitschaft, Aufgaben und Ziele der Schule zu unterstützen, eine Begabung im musischen Bereich sowie soziale Fähigkeiten verbunden mit Flexibilität, Spontaneität und psychischer Belastbarkeit.

## Das Leitbild der Schule
Franz von Assisi und seine Lebensideale sind für das Schulleben von besonderer Bedeutung. Dazu zählen auch die Solidarität mit Benachteiligten, ein verantwortungsbewusster Umgang mit der Schöpfung, das Leben in der Gemeinschaft der Kirche und eine vertrauensvolle Gottesbeziehung.